# Уанкане
Уанкане (исп.  Huancané, кечуа Wankani) — город в юго-восточной части Перу. Административный центр одноимённой провинции в регионе Пуно. Расположен к северу от озера Титикака, на высоте 3841 метров над уровнем моря. Население, по данным переписи 2005 года, составляет 7271 человек; по данным 2010 года, население составляет 7348 человек. Основной язык — аймара, также распространён испанский.